# Out of Mind (canção de Tove Lo)
"Out of Mind" é uma música da artista musical sueca Tove Lo  para o seu extended play de estréia, Truth Serum (2014). Foi escrita por Lo ao lado de Alx Reuterskiöld e produzido pelo Struts com Reuterskiöld. A canção foi lançada em 16 de Outubro de 2013, como primeiro single de Truth Serum pela Universal Music. Ele também era o seu terceiro na classificação geral individual, depois de "Love Ballad" e "Habits". Musicalmente, "Out of Mind" é uma canção pop com sintetizadores, guitarras, baixo e teclas de instrumentação. Suas letras falam da incapacidade da cantora para esquecer completamente um ex-namorado. Seu conteúdo lírico foi descrito por Lo e críticos de música da mesma forma como uma sequela de "Habits (Stay High)". A canção foi bem recebida por alguns críticos, que iniciaram a sua produção e considerou uma das melhores faixas do extended play. No entanto, ele alcançou pouco sucesso comercial, atingindo o número 39 na Oficial Airplay finlandês.
Um vídeo da música "Out of Mind", dirigido por Andreas Ohman, foi lançado em 16 de outubro de 2013. Suas imagens foram baseadas no diário de Lo e foi filmado nas florestas e outros lugares desertos em Estocolmo, Suécia. Ele mostra a cantora tendo uma experiência fora do corpo, onde ela libera seus "demônios e pensamentos sombrios" e foge deles. Lo cantou a música em várias ocasiões, inclusive na P3, estação de rádio sueca, no Norwegian Larm festival e no Notting Hill Arts Club, em Londres.

## Créditos pessoais
Os créditos são adaptados a partir das notas do forro de Truth Serum.

## Posições
| Tabela musical (2013) | Melhor Posição |
| --------------------- | -------------- |

## Histórico de lançamento
| País    | Data               | Formato          | Gravadora       |
| ------- | ------------------ | ---------------- | --------------- |
| Suécia  | 16 Outubro de 2013 | Digital download | Universal Music |
| Noruega | 16 Outubro de 2013 | Digital download | Universal Music |
| Israel  | 16 Outubro de 2013 | Digital download | Universal Music |